# Synaptic
A Synaptic egy számítógépes program, egy GTK+ előtét program az APT-hez, a Debian GNU/Linux csomagkezelő rendszeréhez. A Synapticot általában deb csomagokat használó rendszereken (Debian, Ubuntu) használják, de RPM csomagokat kezelő rendszereken is használható.

## Jellemzői
- Egy vagy több csomag telepítése, törlése, frissítése, vagy visszaállítása régebbi verzióra
- Rendszerfrissítés
- Csomag kereső
- Tárolók kezelése
- Csomagok kijelölése állapot, kategória, név vagy egyéni szűrő alapján
- Csomagok rendezése név, verzió, állapot vagy méret alapján
- A csomaghoz tartozó, interneten elérhető dokumentációk böngészése
- A legutolsó változtatások listájának letöltése
- Csomagok zárolása az aktuális verzióhoz
- Egy kijelölt csomagverzió kényszerített telepítése
- Kijelölések visszavonásának lehetősége
- terminál emulátor a csomagkezelő részére

## Fordítás
Ez a szócikk részben vagy egészben  a   Synaptic_(software) című angol Wikipédia-szócikk fordításán alapul.  Az eredeti cikk szerkesztőit annak laptörténete sorolja fel. Ez a jelzés csupán a megfogalmazás eredetét és a szerzői jogokat jelzi, nem szolgál a cikkben szereplő információk forrásmegjelöléseként.
1. ↑  0.91.7, 2025. április 6. (Hozzáférés: 2025. április 8.)